# 岡本正富
岡本 正富（おかもと まさとみ、永禄9年（1566年） - 天正12年5月7日（1584年6月15日））は、下野国塩谷郡の戦国武将。清九郎、吉方。父は岡本正親。姉は塩谷義通の妻。兄に照富。

## 沿革
正富は、岡本正親の次男として松ヶ嶺城に生まれ、兄とともに京の謡曲師道慶に師事し、謡、鼓などを習う。
天正12年（1584年）5月7日、父と兄照富とともに参戦した佐野沼尻の戦いにおいて、兄とともに北条方の武将広沢三郎、向笠内蔵助と戦に先立ち一騎討ちを行い、これに敗れて兄とともに討ち死にした。享年19。戒名は孝叔院月山全心大居士。当時、父正親が皆川広照に使えていた関係から、当初、正富の亡骸は兄とともに大中寺に葬られるが、慶長2年（1597年）、正親が2人の息子のために、その戒名を取り心月山鏡山寺という菩提寺を創建し、現在はここに眠る。